# Republika Federalna Niemiec na Zimowych Igrzyskach Olimpijskich 1972
Republikę Federalną Niemiec na Zimowych Igrzyskach Olimpijskich 1972 reprezentowało 78 zawodników: 62 mężczyzn i 16 kobiet. Był to drugi start reprezentacji RFN na zimowych igrzyskach olimpijskich.

## Zdobyte medale
| Medal  | Zawodnik                                                                    | Dyscyplina          | Konkurencja            | Rezultat    |
| ------ | --------------------------------------------------------------------------- | ------------------- | ---------------------- | ----------- |
| Złoto  | Peter Utzschneider, Wolfgang Zimmerer                                       | Bobsleje            | Dwójki mężczyzn        | 4:57,07 min |
| Złoto  | Monika Pflug                                                                | Łyżwiarstwo szybkie | Bieg na 1000 m kobiet  | 1:31,40 min |
| Złoto  | Erhard Keller                                                               | Łyżwiarstwo szybkie | Bieg na 500 m mężczyzn | 39,44 s     |
| Srebro | Pepi Bader, Horst Floth                                                     | Bobsleje            | Dwójki mężczyzn        | 4:58,84 min |
| Brąz   | Peter Utzschneider, Wolfgang Zimmerer, Stefan Gaisreiter, Walter Steinbauer | Bobsleje            | Czwórki mężczyzn       | 4:43,92 min |

## Skład kadry

### Biathlon
Mężczyźni
| Zawodnik          | Konkurencja   | czas biegu | Kary  | Łączny czas | Pozycja |
| ----------------- | ------------- | ---------- | ----- | ----------- | ------- |
| Josef Niedermeier | Bieg na 20 km | 1:21:26,44 | 8:00  | 1:29:26,44  | 46.     |
| Theo Merkel       | Bieg na 20 km | 1:19:58,17 | 11:00 | 1:30:58,17  | 50.     |

### Biegi narciarskie
Mężczyźni
| Zawodnik                                           | Konkurencja        | czas       | Pozycja |
| -------------------------------------------------- | ------------------ | ---------- | ------- |
| Walter Demel                                       | Bieg na 15 km      | 46:17,36   | 7.      |
| Gerhard Gehring                                    | Bieg na 15 km      | 47:33,78   | 22.     |
| Hartmut Döpp                                       | Bieg na 15 km      | 48:46,08   | 32.     |
| Franz Betz                                         | Bieg na 15 km      | 49:00,41   | 36.     |
| Walter Demel                                       | Bieg na 30 km      | 1:37:45,53 | 5.      |
| Gerhard Gehring                                    | Bieg na 30 km      | 1:39:44,47 | 10.     |
| Hartmut Döpp                                       | Bieg na 30 km      | 1:44:51,05 | 35.     |
| Edgar Eckert                                       | Bieg na 30 km      | 1:45:38,51 | 38.     |
| Walter Demel                                       | Bieg na 50 km      | 2:44:34,13 | 5.      |
| Edgar Eckert                                       | Bieg na 50 km      | 3:00:08,32 | 31.     |
| Franz Betz Urban Hettich Hartmut Döpp Walter Demel | Sztafeta 4 × 10 km | 2:10:42,85 | 7.      |

Kobiety
| Zawodnik                                     | Konkurencja       | czas                | Pozycja             |
| -------------------------------------------- | ----------------- | ------------------- | ------------------- |
| Michaela Endler                              | Bieg na 5 km      | 17:32,56            | 11.                 |
| Monika Mrklas                                | Bieg na 5 km      | 17:57,40            | 24.                 |
| Michaela Endler                              | Bieg na 10 km     | 36:38,05            | 17.                 |
| Ingrid Rothfuß                               | Bieg na 10 km     | 38:03,69            | 32.                 |
| Monika Mrklas                                | Bieg na 10 km     | Nie ukończyła biegu | Nie ukończyła biegu |
| Monika Mrklas Ingrid Rothfuß Michaela Endler | Sztafeta 3 × 5 km | 50:25,61            | 4.                  |

### Bobsleje
Mężczyźni
| Osada  | Zawodnik                                                                 | Konkurencja | Ślizg 1 | Ślizg 2 | Ślizg 3 | Ślizg 4 | Łącznie | Pozycja |
| ------ | ------------------------------------------------------------------------ | ----------- | ------- | ------- | ------- | ------- | ------- | ------- |
| GER-II | Peter Utzschneider Wolfgang Zimmerer                                     | Dwójki      | 1:14,81 | 1:14,56 | 1:13,51 | 1:14,19 | 4:57,07 | złoto   |
| GER-I  | Pepi Bader Horst Floth                                                   | Dwójki      | 1:16,04 | 1:15,38 | 1:14,35 | 1:13,07 | 4:58,84 | srebro  |
| GER-I  | Peter Utzschneider Wolfgang Zimmerer Stefan Gaisreiter Walter Steinbauer | Czwórki     | 1:11,18 | 1:11,75 | 1:10,30 | 1:10,69 | 4:43,92 | brąz    |
| GER=II | Pepi Bader Horst Floth Donat Ertel Walter Gillik                         | Czwórki     | 1:10,83 | 1:11,88 | 1:11,06 | 1:11,32 | 4:45,09 | 5.      |

### Hokej na lodzie
Reprezentacja mężczyzn
| - Toni Kehle - Heiko Antons - Georg Kink - Rainer Makatsch - Otto Schneitberger - Josef Völk - Werner Modes - Paul Langner - Rudi Thanner - Karl-Heinz Egger |  | - Rainer Philipp - Bernd Kuhn - Reinhold Bauer - Johann Eimannsberger - Lorenz Funk - Erich Kühnhackl - Alois Schloder - Anton Hofherr - Hans Rothkirch - Martin Wild |

Reprezentacja Niemiec w rundzie kwalifikacyjnej uległa reprezentacji Polski 0:4 i tym samym wzięła udział w rozgrywkach grupy "pocieszenia" turnieju olimpijskiego, w której zajęła 1. miejsce. Ostatecznie Reprezentacja Niemiec została sklasyfikowana na 7. miejscu.

### Runda kwalifikacyjna
| 4 lutego 1972 | Niemcy | 0:4 | Polska |  |

| Godzina: 19:00 |  | (0:0, 0:3, 0:1) | L.Tokarz J.Słowakiewicz W.Ziętara |  |

### Grupa pocieszenia
| Drużyna    | M | Mecze | Mecze | Mecze | Bramki | Bramki | Bramki | Pkt |
| Drużyna    | M | W     | R     | P     | +      | –      | +/-    | Pkt |
| ---------- | - | ----- | ----- | ----- | ------ | ------ | ------ | --- |
| RFN        | 4 | 3     | 0     | 1     | 22     | 10     | +12    | 6   |
| Norwegia   | 4 | 3     | 0     | 1     | 16     | 14     | +2     | 6   |
| Japonia    | 4 | 2     | 1     | 1     | 17     | 16     | +1     | 5   |
| Szwajcaria | 4 | 0     | 2     | 2     | 9      | 16     | -7     | 2   |
| Jugosławia | 4 | 0     | 1     | 3     | 9      | 17     | -8     | 1   |

Wyniki
| 6 lutego 1972 | Szwajcaria | 0:5 | Niemcy |  |

| Godzina: 16:00 |  | (0:2, 0:0, 2:1) |  |  |

| 7 lutego 1972 | Niemcy | 6:2 | Jugosławia |  |

| Godzina: 12:30 |  | (2:1, 3:1, 1:0) |  |  |

| 9 lutego 1972 | Niemcy | 5:1 | Norwegia |  |

| Godzina: 14:00 |  | (3:0, 0:0, 2:1) |  |  |

| 12 lutego 1972 | Niemcy | 6:7 | Japonia |  |

| Godzina: 16:00 |  | (1:3, 2;1, 3:3) |  |  |

### Kombinacja norweska
Mężczyźni
| Zawodnik       | Konkurencja   | Bieg narciarski | Bieg narciarski | Bieg narciarski | Skoki narciarskie | Skoki narciarskie | Skoki narciarskie | Skoki narciarskie | Skoki narciarskie | Skoki narciarskie | Skoki narciarskie | Skoki narciarskie | Łącznie | Pozycja |
| Zawodnik       | Konkurencja   | Czas biegu      | Pozycja         | Punkty          | Skok 1            | Nota              | Skok 2            | Nota              | Skok 3            | Nota              | Punkty            | Pozycja           | Łącznie | Pozycja |
| -------------- | ------------- | --------------- | --------------- | --------------- | ----------------- | ----------------- | ----------------- | ----------------- | ----------------- | ----------------- | ----------------- | ----------------- | ------- | ------- |
| Ralph Pöhland  | Indywidualnie | 49:55,6         | 5.              | 206,395         | 68,5              | 81,4              | 73,0              | 90,7              | 71,5              | 84,1              | 174,8             | 22.               | 381,195 | 10.     |
| Urban Hettich  | Indywidualnie | 49:00,4         | 2.              | 214,675         | 70,0              | 78,3              | 66,5              | 73,8              | 68,0              | 73,5              | 152,1             | 32.               | 366,775 | 20.     |
| Alfred Winkler | Indywidualnie | 52:41,5         | 32.             | 181,510         | 71,5              | 84,2              | 72,5              | 91,4              | 70,5              | 82,5              | 175,6             | 20.               | 357,110 | 25.     |
| Franz Keller   | Indywidualnie | 52:32,5         | 30.             | 182,860         | 63,5              | 72,4              | 65,5              | 73,7              | 68,5              | 80,3              | 154,0             | 31.               | 336,860 | 33.     |

### Łyżwiarstwo figurowe
| Zawodnik                        | Konkurencja   | Nota   | Pozycja |
| ------------------------------- | ------------- | ------ | ------- |
| Isabel Duval de Navarre         | Solistki      | 2340,0 | 14.     |
| Almut Lehmann Herbert Wiesinger | Pary sportowe | 399,8  | 5.      |
| Corinna Halke Eberhard Rausch   | Pary sportowe | 381,1  | 10.     |

### Łyżwiarstwo szybkie
Mężczyźni
| Zawodnik          | Konkurencja   | Konkurencja   | Konkurencja    | Konkurencja    | Konkurencja    | Konkurencja    | Konkurencja      | Konkurencja      |
| Zawodnik          | Bieg na 500 m | Bieg na 500 m | Bieg na 1500 m | Bieg na 1500 m | Bieg na 5000 m | Bieg na 5000 m | Bieg na 10 000 m | Bieg na 10 000 m |
| Zawodnik          | Czas          | Miejsce       | Czas           | Miejsce        | Czas           | Miejsce        | Czas             | Miejsce          |
| ----------------- | ------------- | ------------- | -------------- | -------------- | -------------- | -------------- | ---------------- | ---------------- |
| Erhard Keller     | 39,44         | złoto         |                |                |                |                |                  |                  |
| Hans Lichtenstern | 40,55         | 10.           |                |                |                |                |                  |                  |
| Herbert Schwarz   | 43,03         | 31.           | 2:15,42        | 32.            | 8:26,03        | 27.            |                  |                  |
| Gerd Zimmermann   | 41,35         | 21.           | 2:08,95        | 12.            | 7:41,16        | 9.             | 15:43,92         | 8.               |

Kobiety
| Zawodnik       | Konkurencja   | Konkurencja   | Konkurencja    | Konkurencja    | Konkurencja    | Konkurencja    | Konkurencja    | Konkurencja    |
| Zawodnik       | Bieg na 500 m | Bieg na 500 m | Bieg na 1000 m | Bieg na 1000 m | Bieg na 1500 m | Bieg na 1500 m | Bieg na 3000 m | Bieg na 3000 m |
| Zawodnik       | Czas          | Miejsce       | Czas           | Miejsce        | Czas           | Miejsce        | Czas           | Miejsce        |
| -------------- | ------------- | ------------- | -------------- | -------------- | -------------- | -------------- | -------------- | -------------- |
| Monika Pflug   | 44,75         | 5.            | 1:31,40        | złoto          | 2:24,69        | 10.            |                |                |
| Paula Dufter   | 45,77         | 12.           | 1:34,86        | 16.            | 2:26,00        | 15.            |                |                |
| Monika Stützle | 48,15         | 27.           |                |                | 2:37,15        | 31.            |                |                |

### Narciarstwo alpejskie
Mężczyźni
| Zawodnik             | Konkurencja | Konkurencja | Konkurencja               | Konkurencja               | Konkurencja               | Konkurencja               | Konkurencja               | Konkurencja               | Konkurencja               | Konkurencja               |
| Zawodnik             | Zjazd       | Zjazd       | Slalom gigant             | Slalom gigant             | Slalom gigant             | Slalom gigant             | Slalom specjalny          | Slalom specjalny          | Slalom specjalny          | Slalom specjalny          |
| Zawodnik             | Czas        | Pozycja     | Czas 1. przejazdu         | Czas 2. przejazdu         | Czas łączny               | Pozycje                   | Czas 1. przejazdu         | Czas 2. przejazdu         | Czas łączny               | Pozycja                   |
| -------------------- | ----------- | ----------- | ------------------------- | ------------------------- | ------------------------- | ------------------------- | ------------------------- | ------------------------- | ------------------------- | ------------------------- |
| Hansjörg Schlager    | 1:55,05     | 18.         |                           |                           |                           |                           | 56,56                     | Nie ukończył 2. przejazdu | Nie ukończył 2. przejazdu | Nie ukończył 2. przejazdu |
| Franz Vogler         | 1:55,50     | 24.         |                           |                           |                           |                           |                           |                           |                           |                           |
| Alfred Hagn          | 1:56,04     | 27.         | 1:31,78                   | 1:39,38                   | 3:11,16                   | 4.                        | 56,64                     | Nie ukończył 2. przejazdu | Nie ukończył 2. przejazdu | Nie ukończył 2. przejazdu |
| Willi Lesch          | 1:56,67     | 29.         |                           |                           |                           |                           |                           |                           |                           |                           |
| Max Rieger           |             |             | 1:33,86                   | 1:38,08                   | 3:11,94                   | 6.                        | Nie ukończył 1. przejazdu | Nie ukończył 1. przejazdu | Nie ukończył 1. przejazdu | Nie ukończył 1. przejazdu |
| Sepp Heckelmiller    |             |             | Nie ukończył 1. przejazdu | Nie ukończył 1. przejazdu | Nie ukończył 1. przejazdu | Nie ukończył 1. przejazdu |                           |                           |                           |                           |
| Christian Neureuther |             |             | 1:33,24                   | Nie ukończył 2. przejazdu | Nie ukończył 2. przejazdu | Nie ukończył 2. przejazdu | 58,42                     | 54,48                     | 1:52,90                   | 11.                       |

Kobiety
| Zawodniczka      | Konkurencja | Konkurencja | Konkurencja   | Konkurencja   | Konkurencja                | Konkurencja                | Konkurencja                | Konkurencja                |
| Zawodniczka      | Zjazd       | Zjazd       | Slalom gigant | Slalom gigant | Slalom specjalny           | Slalom specjalny           | Slalom specjalny           | Slalom specjalny           |
| Zawodniczka      | Czas        | Pozycja     | Czas          | Pozycja       | Czas 1. przejazdu          | Czas 2. przejazdu          | Czas łączny                | Pozycja                    |
| ---------------- | ----------- | ----------- | ------------- | ------------- | -------------------------- | -------------------------- | -------------------------- | -------------------------- |
| Rosi Speiser     | 1:39,10     | 5.          | 1:32,56       | 5.            | Nie ukończyła 1. przejazdu | Nie ukończyła 1. przejazdu | Nie ukończyła 1. przejazdu | Nie ukończyła 1. przejazdu |
| Rosi Mittermaier | 1:39,32     | 6.          | 1:33,39       | 12.           | 47,27                      | 53,90                      | 1:41,17                    | 17.                        |
| Traudl Treichl   | 1:40,62     | 13.         | 1:33,08       | 9.            | Nie ukończyła 1. przejazdu | Nie ukończyła 1. przejazdu | Nie ukończyła 1. przejazdu | Nie ukończyła 1. przejazdu |
| Pamela Behr      | 1:44,22     | 36.         | 1:35,87       | 25.           | 47,57                      | 46,70                      | 1:34,27                    | 6.                         |

### Saneczkarstwo
Mężczyźni
| Zawodnik                        | Konkurencja | Ślizg 1 | Ślizg 2 | Ślizg 3 | Ślizg 4 | Łącznie | Pozycja |
| ------------------------------- | ----------- | ------- | ------- | ------- | ------- | ------- | ------- |
| Leonhard Nagenrauft             | Jedynki     | 53,00   | 52,79   | 51,97   | 51,91   | 3:29,67 | 5.      |
| Josef Fendt                     | Jedynki     | 53,03   | 52,73   | 52,25   | 52,02   | 3:30,03 | 6.      |
| Wolfgang Winkler                | Jedynki     | 54,07   | 53,53   | 52,66   | 52,82   | 3:33,08 | 15.     |
| Hans Wimmer                     | Jedynki     | 54,09   | 53,82   | 52,62   | 53,27   | 3:33,80 | 17.     |
| Hans Brandner Balthasar Schwarm | Dwójki      | 44,86   | 44,80   |         |         | 1:29,66 | 5.      |
| Stefan Hölzlwimmer Hans Wimmer  | Dwójki      | 45,61   | 45,31   |         |         | 1:30,92 | 11.     |

Kobiety
| Zawodnik             | Konkurencja | Ślizg 1 | Ślizg 2 | Ślizg 3 | Ślizg 4 | Łącznie | Pozycja |
| -------------------- | ----------- | ------- | ------- | ------- | ------- | ------- | ------- |
| Elisabeth Demleitner | Jedynki     | 45,45   | 45,62   | 45,08   | 44,65   | 3:00,80 | 4.      |
| Christa Schmuck      | Jedynki     | 45,98   | 46,01   | 45,99   | 45,21   | 3:03,19 | 10.     |
| Gisela Otto          | Jedynki     | 47,04   | 46,78   | 46,73   | 45,99   | 3:06,54 | 18.     |

### Skoki narciarskie
Mężczyźni
| Konkurencja            | Skoczek            | Skok 1    | Skok 1 | Skok 2    | Skok 2 | Nota  | Pozycja |
| Konkurencja            | Skoczek            | odległość | Nota   | odległość | Nota   | Nota  | Pozycja |
| ---------------------- | ------------------ | --------- | ------ | --------- | ------ | ----- | ------- |
| Skocznia normalna K-86 | Günther Göllner    | 74,0      | 101,6  | 66,0      | 84,3   | 185,9 | 46.     |
| Skocznia normalna K-86 | Alfred Grosche     | 70,0      | 92,2   | 69,0      | 90,6   | 182,8 | 47.     |
| Skocznia normalna K-86 | Sepp Schwinghammer | 68,5      | 89,9   | 68,5      | 90,3   | 180,1 | 49.     |
| Skocznia duża K-110    | Günther Göllner    | 90,0      | 93,0   | 87,0      | 82,3   | 175,3 | 27.     |
| Skocznia duża K-110    | Alfred Grosche     | 84,0      | 44,6   | 77,5      | 75,0   | 119,6 | 52.     |